# Разград
Ра́зград (болг. Разград) — город на северо-востоке Болгарии, на верхнем течении реки Бели-Лом, на высоте 295 метров над уровнем моря. Административный центр одноимённой общины и Разградской области. Население составляет 42 178 человек по данным на март 2019 года.
Разград называют столицей горной местности Лудогорие (Делиорман) в исторической области Добруджа.
В Разграде находится станция железнодорожной линии 9 Русе — Каспичан, открытой в 1866 году.

## История

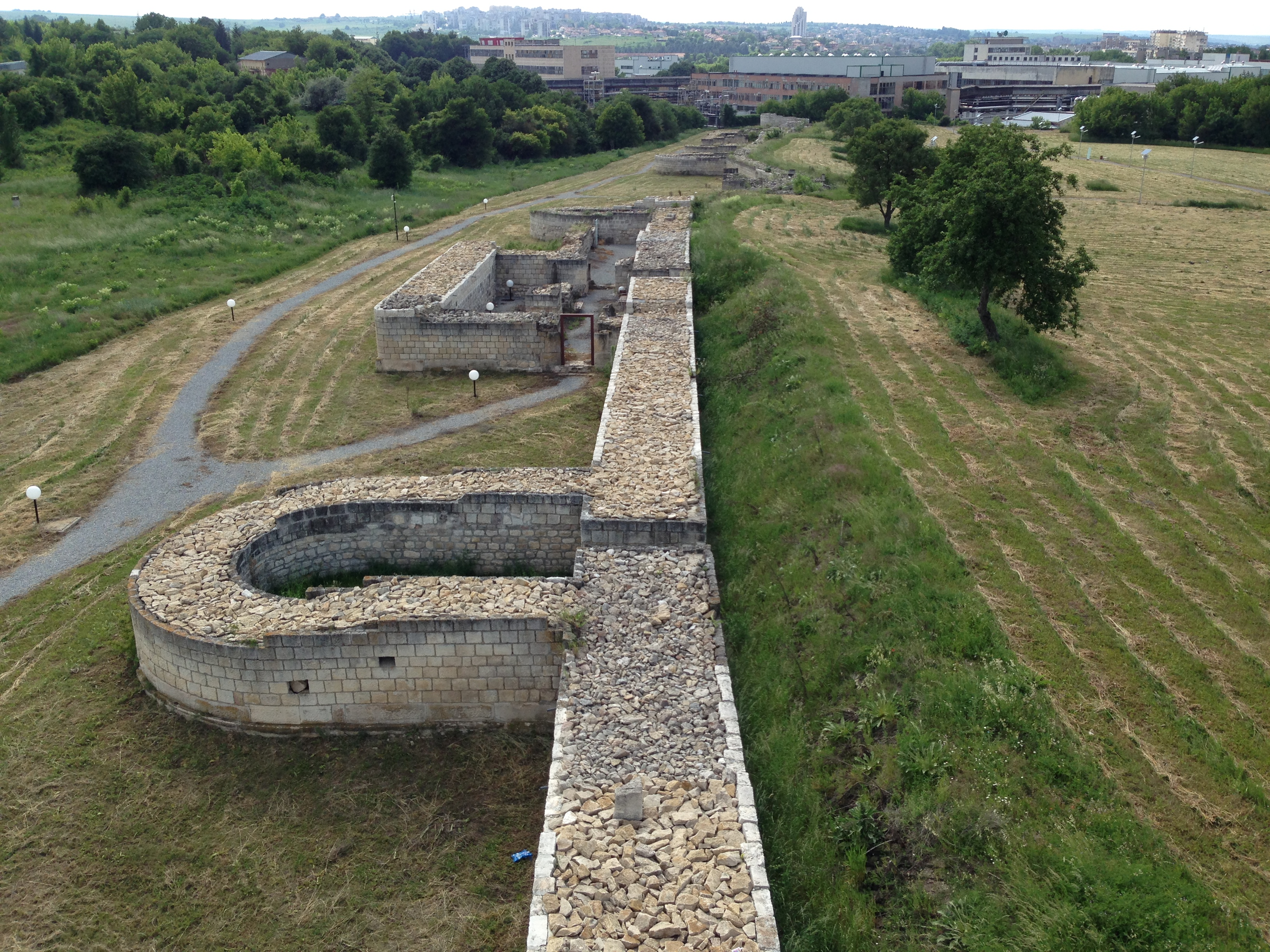
Южная стена Абритта

Вырос на месте древнеримского города Абритт (лат. Abrittus, Abritus). Римский город занимал площадь около 10 гектаров, защищённых крепостной стеной толщиной от 2,40 до 2,85 метров и усиленной несколькими круглыми башнями по углам, а также U-образными и прямоугольными башнями. В нескольких местах возле ворот высота крепостной стены достигает 10 метров. Как и в других римских местах в Малой Скифии, камни с надписями и архитектурные элементы из более ранних руин были повторно использованы при ремонте стены. Были обнаружены двое ворот и несколько потерн. Ворота на севере и юге, а также потерны были закрыты во время осады города. Укрепления, как и в Гистрии, вероятно построены после вторжения готов в 250—251 годах.
1 июля 251 года в битве при Абритте готы победили и убили императора Деция (249—251) и его сына Геренния Этруска. Вероятно, сражение произошло к югу — юго-западу от города, на подступах к современному селу Пороиште. Некрополь был идентифицирован и частично раскопан. Он содержит могилы II—IV вв. Похоронный материал очень скудный.
В османский период назывался Хезарград (тур. Hezargrad). В продолжение русско-турецких войн при Екатерине II, Александре I и Николае I Хезарград был неоднократно занимаем российскими войсками. В 1810 году осаждался и 1 июня 1810 года был занят российскими войсками. 17 мая 1829 года был занят российскими войсками. В войну 1877—78 гг. Хезарград представлял собой центральный операционный пункт турецкой армии, действовавшей с линии Рущук—Шумла. Близ города был устроен сильный укреплённый лагерь, откуда турецкий главнокомандующий Мехмед Али-паша предпринимал наступления против войск российского рущукского отряда, расположенных на реке Кара-Лом (ныне Черни-Лом). В начале января 1878 года, при отступлении турок к крепостям, разградский укреплённый лагерь был очищен. 16 января 1878 года после незначительной перестрелки с оставленным в Хезарграде небольшим турецким отрядом Хезарград был занят русскими войсками под командованием цесаревича Александра. В 1888 году в городе было 11 840 человек, преимущественно турки. В области Хезарграда находились виноградники, шла торговля камышовыми изделиями. В окрестностях Хезарграда выделывалось много ковров.
В апреле 1933 года в городе членами болгарской фашистской организации «Родна защита» было уничтожено турецкое кладбище.
8 сентября 1944 года город был занят 46-й армией 3-го Украинского фронта под командованием генерал-лейтенанта Ивана Шлёмина.

## Промышленность
5 сентября 1954 года открыт «Пеницилиновия завод» — крупный завод антибиотиков, с 1983 года — «Антибиотик-Разград» АД, в июле 2005 года компания «Балканфарма-Разград» АД приобретёна компанией «Биовет» АД Кирила Домусчиева, которая в том же году провела ребрендинг и стала называться «Хювефарма» (Huvepharma).
В 1961 году введён в эксплуатацию завод «Дянко Стефанов» по производству листового стекла, а также фарфоро-фаянсовых изделий, закрыт в 1990-е годы.
В 1964 году было создано предприятие «Дружба» АД по производству поршней для двигателей внутреннего сгорания в составе государственной компании «Балканкар», производителя автопогрузчиков с вилочным захватом. В настоящее время выпускает продукцию под брендом Europistons.
В 1970-е годы Разград был развивающимся промышленным центром, существовало производство стройматериалов, а также предприятия машиностроения, пищевая (мясная, консервная, молочная, мукомольная) промышленность.
С 1994 года в Разграде работает предприятие по переработке кукурузы «Амилум Болгария». С 2015 года является дочерней компанией американской корпорации Archer Daniels Midland (ADM). На предприятии работает 330 сотрудников, более 80 % продукции идёт на экспорт.

## Население
| Год  | Население |
| ---- | --------- |
| 1985 | 49 353    |
| 1992 | 40 933    |
| 2000 | 41 087    |
| 2005 | 36 568    |
| 2010 | 34 592    |
| 2019 | 42 178    |

## Спорт
В городе базируется профессиональный футбольный клуб «Лудогорец», домашняя арена — «Лудогорец Арена». В 1945—2006 годах существовал также любительский ФК «Лудогорец 2003» (слившийся в 1997 году с клубом «Антибиотик», основанным в 1983 году). ФК «Лудогорец» — одиннадцатикратный чемпион Болгарии (2012—2022).

## Известные уроженцы
- Дечев, Данаил (1891—1962) — болгарский живописец-пейзажист, Народный художник Болгарии, кавалер нескольких орденов, лауреат Димитровской премии.
- Джена (род. 1985) — болгарская поп-фолк певица.
- Дуралиев, Осман (1939—2011) — борец-вольник, двукратный серебряный призёр Олимпийских игр, многократный серебряный призёр чемпионатов мира и Европы
- Петров, Илия (1903—1975) — болгарский живописец, член Болгарской академии наук.
- Сапов, Георгий (1873—?) — болгарский военный и государственный деятель.

## Города-побратимы
1. Орёл, Россия (с 1968 года)
2. Авджылар, Турция (с 2000 года)
3. Арма, Великобритания (с 1995 года)
4. Виттенберге, Германия (с 2001 года)
5. Дижон, Франция (с 2007 года)
6. Кэлэрашь, Румыния (с 1992 года)